# Ягодовський Ігор Дмитрович
Ігор Дмитрович Ягодовський (6 листопада 1917, Чернігів — 20 березня 1999, Чернігів) — український радянський архітектор та реставратор.

## Життєпис
Ігор Ягодовський народився 6 листопада 1917 року в Чернігові в родині службовця, що належала до відомої дворянської родини Чернігівської губернії. Після закінчення семирічної школи та школи фабрично-заводського навчання у Харкові, у 1937 році вступив до Харківського інженерно-будівельного інституту. Однак навчання було перерване німецько-радянською війною.
У 1941 році Ігоря Ягодовського направили на будівництво протитанкових окопів у Дніпропетровську область. Після наступу німецьких військ, не маючи змоги евакуюватися, він опинився на окупованій території, а у 1943 році був вивезений на примусові роботи до Югославії. Після визволення Югославії працював на Донбасі на шахті у Ново-Мушкетово помічником начальника підземних споруд.
У 1946 році продовжив навчання на факультеті житлового будівництва Київського інституту цивільних інженерів, який закінчив у 1948 році. Після випуску був направлений до Чернігова, де розпочав роботу архітектором в архітектурно-проєктній майстерні та згодом став другим післявоєнним архітектором міста.
Ігор Ягодовський відіграв ключову роль у відбудові та реконструкції Чернігова. У 1945, 1958 та 1968 роках у співавторстві розробив генеральні плани міста, за якими Чернігів було відновлено після війни. Загалом під його керівництвом побудовано, реконструйовано та облаштовано близько 40 значних об'єктів у Чернігові та інших населених пунктах області, зокрема у Ніжині, Прилуках, Новгороді-Сіверському. Для сіл Волчек, Подище, Пустотине, Смолянка та інших він створив післявоєнні плани забудови.
Протягом своєї кар’єри Ігор Ягодовський послідовно займав керівні посади в архітектурно-будівельних структурах. Після виходу на пенсія у 1980-х роках працював в обласному управлінні архітектури, де займався питаннями охорони пам’яток архітектури, історії та культури Чернігівщини.
Ігор Ягодовський також зробив вагомий внесок у збереження та реставрацію архітектурних пам’яток Чернігівщини. У співпраці з іншими архітекторами він розробив проєкти реставрації:
- Троїцького собору Густинського монастиря;
- Спасо-Преображенського собору;
- Дзвіниці П’ятницької церкви у Чернігові;
- Стрітенського собору в Прилуках.

Помер Ігор Дмитрович Ягодовський на 20 березня 1999 року 82-му році життя та похований у рідному місті Чернігові.

### Найвідоміші проєкти
- Головпоштамт у Чернігові;
- Будинок колишнього обкому партії;
- Алея Героїв;
- Комплекс будівель на проспекті Миру (від Красної площі до проспекту Перемоги).

### Відзнаки та пам’ять
За багаторічну сумлінну творчу працю Ігор Ягодовський був нагороджений орденом «Знак Пошани»(1966) та медаллю «За доблесть та працю» (1970), а також іншими відзнаками.